# Red Rose Speedway
Red Rose Speedway è il secondo album dei Wings (indicati sul disco come "Paul McCartney & Wings"), pubblicato nel 1973.
L'album, a cui partecipò anche Alan Parsons in qualità di ingegnere del suono, raggiunse la prima posizione negli Stati Uniti nella classifica Billboard 200 per tre settimane ed in Australia per tre settimane, la seconda in Canada, Danimarca, Italia e Svezia, la quarta in Norvegia, la posizione numero 5 in Inghilterra, la sesta in Olanda e la nona in Francia.
Segnò il nuovo ritorno al successo per McCartney, che tornò a sonorità più melodiche e sentimentali per incontrare i gusti del pubblico, ma fu accolto da critiche contrastanti da parte della stampa musicale.

## Origine e storia
Anche se nel 1972 non venne pubblicato nessun loro album, e fu la prima volta per McCartney da quando aveva iniziato la sua carriera, gli Wings pubblicarono comunque tre singoli: Give Ireland Back to the Irish (censurata dalla BBC per ragioni politiche); Mary had a little lamb (una fiaba a mo' di ninna nanna); e Hi, Hi, Hi (censurata anch'essa dalla BBC per presunti riferimenti sessuali e alla droga). Come era solito fare con i Beatles, McCartney volle che nessuno di questi singoli fosse incluso nell'album in uscita.
In origine Red Rose Speedway doveva essere un album doppio, e Paul McCartney aveva deciso di includere nel disco parecchie canzoni inedite che erano state registrate durante le sessioni per l'album Ram, prima che gli Wings si formassero. Due di queste canzoni (Get On the Right Thing e Little Lamb Dragonfly) finiranno effettivamente sul disco, che alla fine venne pubblicato come singolo LP. Nel disco era compreso anche un libretto di 12 pagine contenente varie fotografie scattate durante il tour degli Wings.
La EMI rifiutò la proposta iniziale di McCartney e volle ridurre il tutto ad un disco solo: fu allora che McCartney ripensò la scaletta dei brani e vi incluse anche un medley, molto probabilmente registrato subito dopo.

## Registrazione
All'inizio del 1972, McCartney decise di allargare la formazione degli Wings a cinque elementi, aggiungendo un chitarrista in più. Il gruppo passò molti mesi in tour in Europa, iniziando dalle università britanniche, e proseguendo in estate esibendosi in molte città europee - dove Paul e la moglie Linda avranno i primi problemi con la legge a causa della loro passione per la marijuana. I concerti furono inframezzati dalle sedute di registrazione per l'album Red Rose Speedway, che si svolsero a Londra nel periodo marzo-giugno e settembre-dicembre 1972 in diversi studi. Inizialmente le sedute presso gli Olympic Sound Studios di Londra, videro Glyn Johns nel ruolo di produttore discografico. Alla prima sessione, McCartney chiese a Johns di considerarlo semplicemente il "bassista della band" e di non pensare a lui come al famoso Paul McCartney, ma in seguito si offese proprio perché Johns lo trattava come un semplice musicista. Johns non riteneva gli Wings un vero gruppo e non li considerava all'altezza degli artisti con i quali aveva lavorato in passato. Alla fine, secondo lo scrittore Howard Sounes, citando quanto riferito dallo stesso produttore, si arrivò a una situazione di indifferenza insostenibile con Johns che leggeva il giornale in cabina di regia mentre la band fumava marijuana impegnata in jam session interminabili. Una sera, secondo Johns, Linda McCartney e Denny Laine lo rimproverarono per la sua evidente mancanza di interesse, e in risposta egli disse loro che il fatto di essere in un gruppo musicale con McCartney non significava automaticamente che la loro musica fosse degna di essere incisa, anche se era solo "merda". Il 17 aprile Johns annunciò alla stampa di avere abbandonato la produzione dell'album a causa di un "disaccordo" con McCartney ma che sussisteva comunque tra di loro "un rispetto reciproco". Durante questa prima fase, il gruppo incise Big Barn Bed, One More Kiss, Loup (First Indian on the Moon), Single Pigeon, When the Night, tutte incluse nell'album, oltre a Mama's Little Girl, I Would Only Smile (composta da Danny Laine), Thank You Darling, The Mess e una cover di Tragedy, un brano portato al successo da Thomas Wayne nel 1959, che rimasero inutilizzate. Successivamente, al termine del tour Wings Over Europe, il gruppo si spostò ai Trident Studios dove fu completata Little Lamb Dragonfly, una malinconica ballata composta sulla chitarra a dodici corde da McCartney dopo avere assistito alla morte di un agnellino nella sua fattoria in Scozia. Addolorato per la scena straziante, l'artista compose il pezzo come espressione del suo dolore. Single Pigeon, un delicato brano in stile vaudeville con tanto di inserto di ottoni, fu composto da McCartney nello stile melodico che Gilbert O'Sullivan all'epoca stava riproponendo con successo nella classifiche inglesi. Loup (1st Indian on the Moon) è una traccia strumentale sperimentale, che include un contributo prominente della batteria di Denny Seiwell. La traccia risente dell'influenza dei Pink Floyd; gli Wings registrarono il pezzo ad Abbey Road mentre Waters, Gilmour e compagni stavano incidendo nello studio accanto The Dark Side of the Moon . Nel gennaio 1973, Paul, Linda e il chitarrista Henry McCullough furono anche coinvolti in una seduta dei Pink Floyd, quando Nick Mason chiese loro di registrare qualche contributo vocale per l'album (alla fine solo il contributo di McCullough trovò spazio nella versione finale dell'album).
My Love, canzone d'amore dedicata a Linda, fu registrata incidendo la base e l'orchestra dal vivo presso gli Abbey Road Studios e fu l'unico singolo estratto da Red Rose Speedway. 
Il medley della durata di undici minuti presente alla fine dell'album contiene una canzone di Paul McCartney chiamata Hold Me Tight, omonima a quella del 1963 di Lennon/McCartney presente nel secondo LP dei Beatles, intitolato With the Beatles. Il pezzo, completamente differente, sfrutta un particolare effetto di loop con la triade di accordi maggiori riproposta di volta in volta in una tonalità diversa. Il medley è costituito dai brani Hold Me Tight, Lazy Dynamite, Hands of Love e Power Cut, tutti composti da McCartney sulla falsariga del celebre long medley presente nell'album Abbey Road dei Beatles. Power Cut venne scritta durante lo sciopero dei minatori nel 1972 in Gran Bretagna.
Live and Let Die, scritta per la colonna sonora del film Agente 007 - Vivi e lascia morire, fu composta e registrata durante le sedute in studio per questo album.

## Copertina
La copertina, un primo piano di McCartney con una rosa in bocca, è una foto scattata da Linda McCartney rielaborata dall'artista Eduardo Paolozzi, mentre sul retro del disco è presente un messaggio in Braille che dice "We love ya baby", dedicato a Stevie Wonder.
La confezione originale di Red Rose Speedway includeva anche un libretto illustrato di 12 pagine. Nel booklet erano presenti foto dei Wings in concerto scattate da Joe Stevens (accreditato come "Captain Snap") e da Linda. L'artwork interno fu disegnato da Eduardo Paolozzi, mentre l'artista pop Allen Jones contribuì con disegni, un dipinto e un collage fotografico di varie donne (inclusa Marilyn Monroe). La grafica fu opera di Gordon House.

## Pubblicazione
L'album fu preceduto nel marzo 1973 dalla pubblicazione del primo ed unico singolo estratto dal disco, la ballata sentimentale My Love (lato B The Mess). Con la precedenza data dalla Apple Records alle due compilation dei Beatles 1962-1966 e 1967-1970, Red Rose Speedway non venne pubblicato fino al 30 aprile 1973, negli Stati Uniti, e fino al 4 maggio nel Regno Unito. My Love raggiunse la nona posizione nella UK Singles Chart, e la vetta delle classifiche statunitensi Billboard Hot 100 e Billboard Adult Contemporary. L'album che seguì, raggiunse la posizione numero 5 nel Regno Unito e la numero 1 negli Stati Uniti.
La prima ristampa in compact disc dell'album pubblicata dalla EMI il 5 ottobre 1987, include tre tracce aggiuntive: I Lie Around, Country Dreamer e The Mess (Live at The Hague). Nel 1993 Red Rose Speedway venne rimasterizzato e ristampato nuovamente in CD come parte della serie The Paul McCartney Collection, con C Moon, Hi, Hi, Hi, The Mess (Live at The Hague) e I Lie Around come tracce bonus.
Nel 2018 Red Rose Speedway è stato ristampato nella serie Paul McCartney Archive Collection. Il materiale extra questa volta incluse la versione ricostruita dell'album doppio originariamente progettato con differenti missaggi di Seaside Woman e I Would Only Smile, i singoli Mary Had a Little Lamb, Hi, Hi, Hi e Live and Let Die con le loro rispettive b-side, missaggi preliminari di varie altre canzoni dell'epoca, versioni inedite in studio e registrazioni dal vivo, queste ultime provenienti dal Wings Over Europe Tour.

## Accoglienza
| Recensione                     | Giudizio     |
| ------------------------------ | ------------ |
| AllMusic                       | [ 30 ]       |
| Christgau's Record Guide       | D+           |
| The Essential Rock Discography | 5/10         |
| Rolling Stone                  | (favorevole) |
| MusicHound                     | [ 34 ]       |
| Q                              | [ 35 ]       |
| The Rolling Stone Album Guide  | [ 36 ]       |
| Ondarock                       | 7.5/10       |

Red Rose Speedway ricevette recensioni contrastanti da parte della critica musicale contemporanea, anche se migliori rispetto al precedente Wild Life, con molti recensori che lo liquidarono come un "album mediocre". Secondo lo scrittore e critico musicale Bob Woffinden, l'album era un esempio dell'attitudine di McCartney di "continuare ad esasperare il suo pubblico" prima che lui e gli Wings alla fine si guadagnassero il rispetto con l'uscita di Band on the Run nel 1973. John Pidgeon di Let It Rock trovò il medley sulla seconda facciata dell'album "tipico della sciatteria di McCartney come compositore" e scrisse: Red Rose Speedway suona come se fosse stato scritto bevendo una tazza di tè davanti al camino in salotto". Il critico del Village Voice Robert Christgau fu particolarmente negativo nei confronti dell'opera, derise la "scioccheria senza scopo" di McCartney e definì l'album "probabilmente il peggior album mai realizzato da un rocker di prim'ordine". Nel corso di un'intervista del 1977, McCartney disse che in genere gli ci volevano alcuni mesi per ascoltare obbiettivamente uno dei suoi album per intero dopo l'uscita; nel caso di Red Rose Speedway, disse che "non poteva sopportarlo". Joe Stevens, fotografo dei tour degli Wings nei primi anni settanta, ricordò: «Pensavo che Red Rose fosse un disastro e lo pensavano anche tutti quelli che gli stavano vicino. Eccetto Paul».
Tuttavia, non mancarono anche i pareri positivi, Lenny Kaye recensì favorevolmente il disco per Rolling Stone, rivista che notoriamente era sempre stata ostile a McCartney fin dal 1970, anche se con l'affermazione che il disco "sarebbe piaciuto anche al nonno di Paul", evidenziò quanto fosse conservatrice la musica contenuta nell'album. Ian Dove del The New York Times scrisse che i lavori solisti di McCartney continuavano ad impallidire a confronto con quelli dei suoi ex compagni di band John Lennon e George Harrison, ma comunque definì Red Rose Speedway il suo album migliore fino a quel punto. Sempre sullo stesso giornale, John Rockwell notò: "Senza la durezza di Lennon, McCartney è come un marshmallow. Ma a molte persone piacciono i marshmallow". Scrivendo per NME, Tony Tyler, pur ammettendo che l'album era "leggerino" e mancava di "velleità intellettuali", scrisse: «Nel quadro attuale di pesantezza e con gli atteggiamenti del tipo "dopo-di-me-l'apocalisse" sono dannatamente contento di scoprire un disco leggero che non solo non stanca, ma riesce davvero ad impressionare attraverso le sue strutture melodiche, la sua musica ben suonata e la sua produzione elegante».
Rolling Stone cambiò presto la sua opinione sull'album. Scrivendo nella The Rolling Stone Record Guide (1979), John Swenson fece notare come l'album mostrasse "tutti gli aspetti peggiori di McCartney come artista solista e bandleader" e fosse "pieno di sciocchezze deboli e sentimentali". Nel suo libro del 1977 The Beatles Forever, Nicholas Schaffner descrisse Red Rose Speedway "musica piacevolmente paffuta - lanugine affascinante, innocua e divertente ... un sottofondo perfetto per pigri pomeriggi al sole".
Stephen Thomas Erlewine di AllMusic considera Red Rose Speedway essere "l'album più sconnesso" di McCartney e "deliberatamente leggero ... nel modo in cui un album di istantanee è importante per una famiglia eppure inutile agli occhi di qualsiasi osservatore esterno", ma aggiunse: "Fatevi strada nella cerchia ristretta e i piccoli svolazzi di McCartney sono inebrianti: non solo le melodie, ma la facile produzione e l'invenzione improvvisa". Il biografo dei Beatles Robert Rodriguez lo giudicò "un assortimento di canzoni selvaggiamente disomogeneo", dove tutte le canzoni, compreso il medley alla Abbey Road, "sembrano finite a metà". Dopo avere definito "forse esagerati" i commenti sprezzanti di Glyn Johns sull'album finito, Howard Sounes scrisse: "Ma in una recensione di un disco non si potrebbero attribuire più di tre stelle su cinque a un album come questo".

## Tracce
Tutti i brani sono opera di Paul McCartney, tranne dove indicato.

### Lato A
1. Big Barn Bed – 3:50
2. My Love – 4:08
3. Get on the Right Thing – 4:16
4. One More Kiss – 2:29
5. Little Lamb Dragonfly – 6:20

### Lato B
1. Single Pigeon – 1:53
2. When the Night – 3:37
3. Loup (1st Indian on the Moon) – 4:23
4. Medley: – 11:14

### Tracce bonus - Ristampa CD del 1987
1. I Lie Around – 5:03
2. Country Dreamer – 3:14
3. The Mess (Live at the Hague) – 4:58

### Tracce bonus - Edizione rimasterizzata del 1993
1. I Lie Around (Lato B del singolo Live and Let Die, 1/6/1973) - 5:01
2. The Mess (Lato B del singolo My Love, 23/3/1973) - 4:54
3. C Moon (Lato B di Hi, Hi, Hi) - 4:34
4. Hi, Hi, Hi (Singolo, 1/12/1972) - 3:09

### Tracce bonus - Edizione 2 CD rimasterizzata del 2018
1. Mary Had a Little Lamb – 3:32
2. Little Woman Love – 2:07
3. Hi, Hi, Hi – 3:08
4. C Moon – 3:34
5. The Mess (Live at the Hague) – 4:38
6. Live and Let Die – 3:12
7. I Lie Around – 6:02
8. Night Out – 2:15
9. Country Dreamer – 3:09
10. Seaside Woman – 3:56
11. Best Friend (Live in Antwerp) – 3:59
12. Mama's Little Girl – 3:45
13. I Would Only Smile – 3:23
14. Tragedy – 3:21
15. Thank You Darling – 3:18
16. 1882 (Live In Berlin) – 6:31
17. Jazz Street – 6:08
18. Live And Let Die (Group Only, Take 10) – 3:33

### Tracce dell'iniziale versione in doppio LP
Originariamente Red Rose Speedway era stato progettato per essere pubblicato come album doppio. Questa è la scaletta dell'acetato della prima versione del disco. Molti dei brani sono poi stati pubblicati su singolo mentre altri sono a tutt'oggi inediti (se non reperibili solo su bootleg).
1. Big Barn Bed
2. My Love
3. When the Night
4. Single Pigeon
5. Tragedy
  - Pubblicata nella versione estesa della ristampa di Red Rose Speedway nel 2018.
6. Mama's Little Girl
  - Successivamente pubblicata come B-side del singolo Put It There nel gennaio 1990.
7. Loup (1st Indian on the Moon)
8. Country Dreamer
  - Pubblicata come B-side di Helen Wheels nel 1973.
9. Night Out
  - Pubblicata nella versione estesa della ristampa di Red Rose Speedway nel 2018.
10. One More Kiss
11. Jazz Street
  - Strumentale di 8 minuti.
12. I Lie Around
  - Pubblicata come B-side di Live and Let Die.
13. Little Lamb Dragonfly
14. Get on the Right Thing
15. The Mess
  - In origine registrata in studio - una versione dal vivo presa dal "Wings Over Europe Tour" del 1972 è stata pubblicata come B-side del singolo My Love nel 1973.

### Altre outtakes
Altre canzoni registrate in questo periodo e non incluse nella versione finale dell'album includono:
- Thank You Darling

Duetto vocale tra Paul e Linda McCartney. Pubblicato nella versione estesa della ristampa di Red Rose Speedway nel 2018.
- Seaside Woman

Linda McCartney alla voce. Brano pubblicato come singolo sotto lo pseudonimo di Suzy and the Red Stripes nel 1977 e in seguito sulla compilation postuma di Linda Wide Prairie del 1998.
- Soily

Pubblicata in versione live sull'album Wings over America nel 1976. La versione registrata in studio è ancora inedita.
- Henry's Blues

Una canzone cantata dal chitarrista degli Wings Henry McCullough. Ad oggi inedita.
- Best Friend

La versione in studio è inedita, mentre una versione dal vivo registrata in Belgio ad Anversa è stata pubblicata nella versione estesa della ristampa di Red Rose Speedway nel 2018.
- 1882

Brano risalente al 1970, quando venne registrato in versione demo durante la lavorazione dell'album McCartney. È Stato inserito come traccia bonus nella versione estesa della ristampa di Red Rose Speedway del 2018.
- I Would Only Smile

Canzone cantata da Denny Laine. In seguito pubblicata sull'album solista di Laine Japanese Tears.

## Formazione
- Paul McCartney - voce, basso, pianoforte, chitarra acustica.
- Linda McCartney - tastiere, cori
- Denny Laine - voce, chitarre, cori
- Henry McCullogh - chitarra
- Denny Seiwell - batteria

Personale aggiuntivo
- Hugh McCracken - chitarra elettrica (Little Lamb Dragonfly)
- David Spinozza - chitarra elettrica (Get on the Right Thing)
- Alan Parsons - fonico
- Glyn Johns - fonico
- Dixon Van Winkle - fonico (Get on the Right Thing, Little Lamb Dragonfly)